# Halichoeres papilionaceus
Halichoeres papilionaceus är en fiskart som först beskrevs av Valenciennes, 1839.  Halichoeres papilionaceus ingår i släktet Halichoeres och familjen läppfiskar. IUCN kategoriserar arten globalt som livskraftig. Inga underarter finns listade i Catalogue of Life.